# Fábrica de fraude

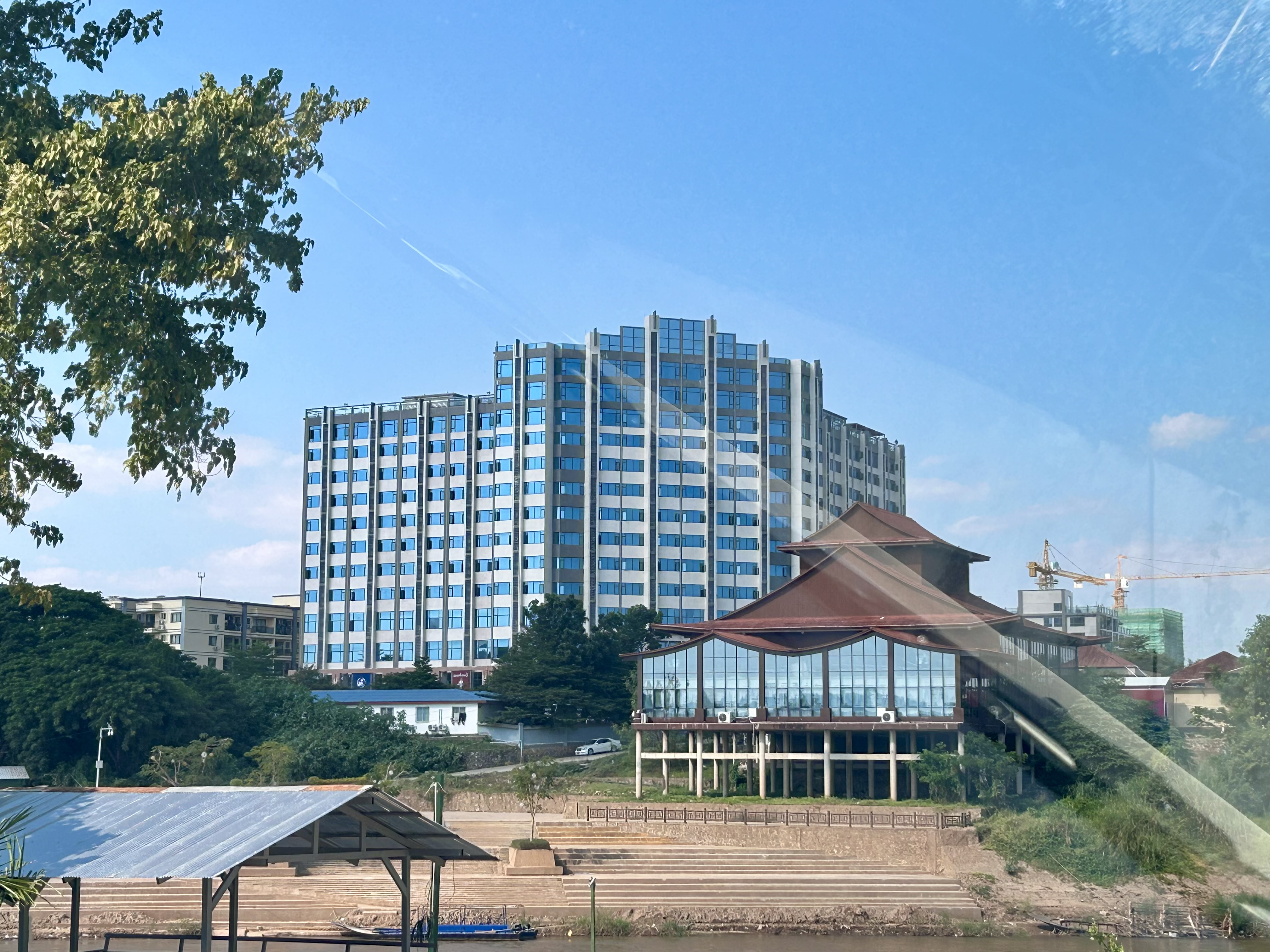
Fábrica de fraudes em Shwe Kokko, Mianmar.

Uma fábrica de fraude, fábricas de golpes, fazendas de golpes ou parque de fraude (em inglês:  fraud factory / scam farms / fraud park) é um conjunto de grandes organizações que praticam fraudes geralmente envolvidas em operações de tráfico humano, comumente encontradas no Sudeste Asiático, e operadas por uma gangue criminosa. Operadores de fábricas de fraude atraem cidadãos estrangeiros para centros de golpes, onde são forçados à escravidão moderna, para enganar usuários da Internet em todo o mundo, fazendo-os comprar criptomoedas de forma fraudulenta ou sacar dinheiro, por meio de mídias sociais e aplicativos de namoro online. O golpe típico é conhecido como "abate de porcos". Os passaportes das vítimas de tráfico são confiscados e elas são ameaçadas com extração de órgãos e prostituição forçada se não praticarem golpes com sucesso suficiente. Essas operações proliferaram no Camboja, Mianmar, Laos e outros países durante a pandemia de COVID-19 e foram ainda mais auxiliadas pela Guerra Civil de Mianmar.

## Nomenclatura
O termo fraud factory apareceu pela primeira vez em um artigo do Sydney Morning Herald de 2022 sobre os golpes do Sudeste Asiático e a indústria do tráfico de pessoas e foi cunhado por Jan Santiago da Global Anti-Scam Organization (GASO), um grupo de defesa das vítimas, ao descrever operações fraudulentas na região.
O termo foi usado pelo Ministério das Relações Exteriores do Quênia para a atividade de vítimas de tráfico para a Ásia, onde utilizam meios digitais para se encontrarem com ocidentais e lhes venderem moedas criptográficas. Em chinês, o termo "parque industrial de fraude" (chinês tradicional: 詐騙園區, pinyin: zhàpiàn yuánqū, lit. ‘'zona do parque fraudulento’) surgiu em referência a essas operações.

## Organização e propriedade
As fábricas de fraude são frequentemente operadas por gangues criminosas chinesas baseadas no Sudeste Asiático. O tradicional fluxo de receita de jogatina das gangues diminuiu durante a pandemia da COVID-19 e as suas atividades centram-se cada vez mais em fábricas de fraude para recuperar receitas perdidas.

## Vítimas de tráfico humano

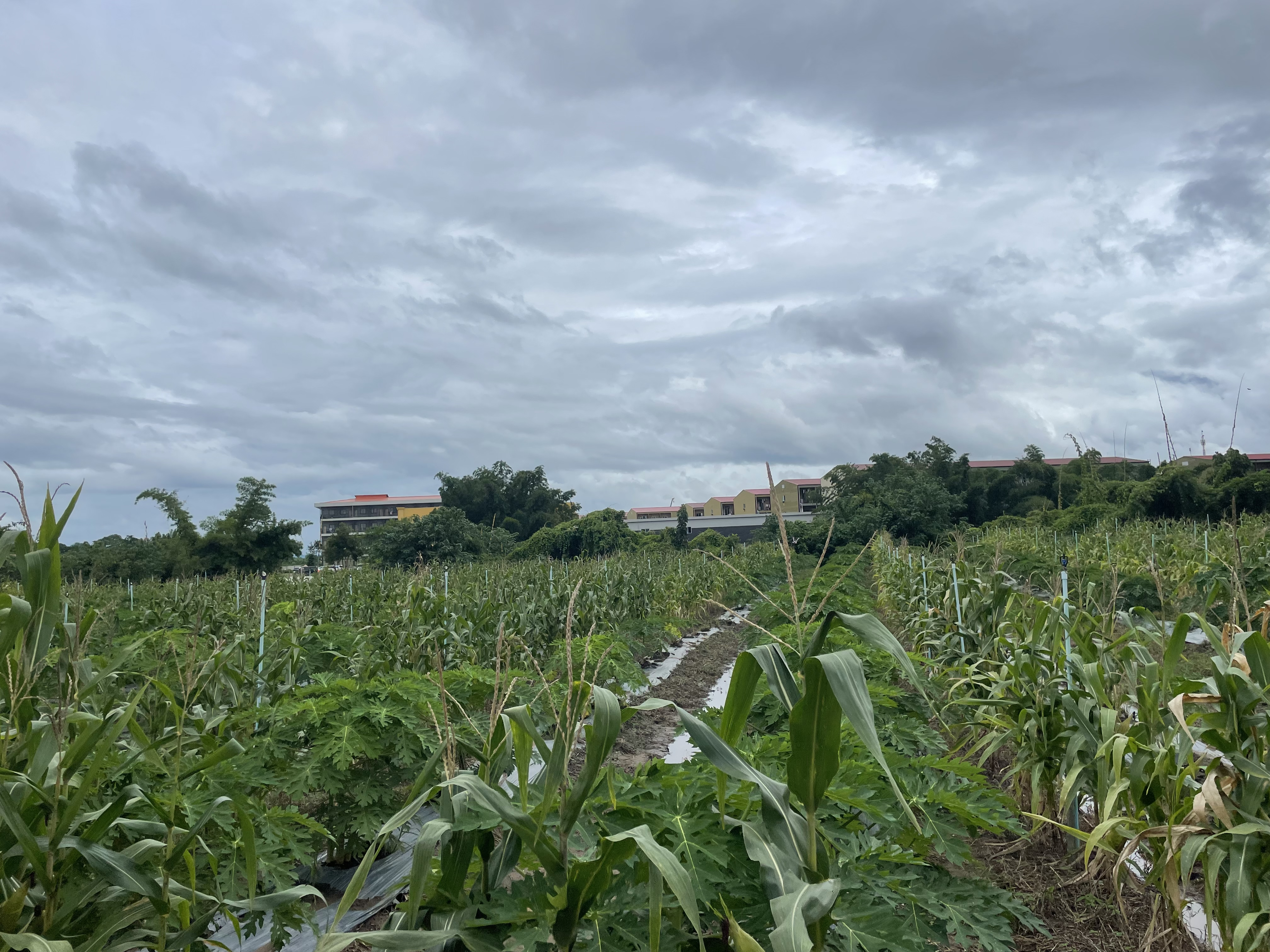
KK Park, uma fábrica de fraudes em Myawaddy, Mianmar.

Entre Agosto e finais de Setembro de 2022, a embaixada do Quênia na Tailândia facilitou o resgate de 76 vítimas de tráfico. As vítimas eram maioritariamente quenianos e incluíam ugandenses e um burundiano. Os grupos criminosos que operam as fábricas de fraude têm como alvo os africanos jovens e instruídos. Em novembro de 2022, um queniano morreu após uma operação fracassada de extração de órgãos associada a uma fábrica fraudulenta em Mianmar.
Mianmar é também um destino emergente para o tráfico internacional de mão-de-obra, especialmente ao longo das suas zonas fronteiriças. As vítimas em Mianmar incluem cidadãos de toda a Ásia, incluindo China, Hong Kong, Índia, Indonésia, Malásia, Nepal, Filipinas, Taiwan, e Tailândia. As vítimas são atraídas pela falsa promessa de empregos bem remunerados e são traficadas através de grandes cidades como Yangon e Banguecoque, e pontos de trânsito como Mae Sot e Chiang Rai. Eles são então forçados a trabalhar em “zonas econômicas especiais” ao longo das fronteiras de Mianmar, como Shwe Kokko.
No final de 2023, as Nações Unidas estimaram que pelo menos 120.000 pessoas em Mianmar estavam detidas em complexos de fraude online. Pelo menos 100.000 pessoas estão detidas em circunstâncias semelhantes no Camboja.

## Ações penais defensivas
Os compostos fraudulentos conseguem continuar a operar mesmo que as suas localizações sejam conhecidas, subornando autoridades locais e políticos. Em 2024, organizações supostamente assediaram pelo menos um pesquisador, usando deepfakes para se passar por seu pai por telefone e chats de vídeo, após roubar seu número de telefone.

## Destinos
Camboja, Laos e Mianmar, no Sudeste Asiático, são destinos conhecidos de fábricas fraudulentas. Estes países são particularmente vulneráveis devido à sua localização estratégica próxima da China e à fraca aplicação da lei. Abaixo estão os pontos de acesso conhecidos de golpes cibernéticos:
- Camboja:
  - Sihanoukville[19]
  - Poipet[19]
- Laos:
  - Zona Econômica Especial do Triângulo Dourado[19]
- Myanmar:
  - Laukkai (na fronteira com a China)
  - Myawaddy[19] (na fronteira com a Tailândia) e nas proximidades:
    - KK Park
    - Shwe Kokko[19]

  - Mong La[19] (na fronteira com a Tailândia)

## Reações internacionais
Em novembro de 2023, a China emitiu mandados de prisão para Ming Xuecheng, alinhado à junta, e três outros membros da família Ming por seu envolvimento em operações fraudulentas online. Mais tarde, Ming cometeu suicídio. Os outros três foram capturados pelas autoridades birmanesas e entregues à China.

## Nota
- Este artigo foi inicialmente traduzido, total ou parcialmente, do artigo da Wikipédia em inglês cujo título é «Fraud factory».